# Pholcus intricatus
Pholcus intricatus är en spindelart som beskrevs av Dimitrov och Ignacio Ribera 2003. Pholcus intricatus ingår i släktet Pholcus och familjen dallerspindlar.
Artens utbredningsområde är Kanarieöarna. Inga underarter finns listade i Catalogue of Life.